# وزارة نوري السعيد الخامسة
وزارة نوري السعيد الخامسة أو الوزارة السعيدية الخامسة هي الحكومة العراقية السادسة والعشرون.
خلفت هذه الوزارة وزارة نوري السعيد الرابعة واستمرت للفترة من 22 شباط 1940 إلى 31 آذار 1940 تشكلت بعدها وزارة رشيد عالي الكيلاني الثالثة.

## التشكيلة الوزارية
تكونت الوزارة من الوزراء أدناه:
- رئيس مجلس الوزراء: نوري السعيد
- وزير الداخلية: عمر نظمي
- وزير الدفاع: طه الهاشمي
- وزير الخارجية: علي جودت الأيوبي
- وزير المالية: رؤوف البحراني
- وزير العدلية: محمود صبحي الدفتري
- وزير المعارف: سامي شوكت
- وزير الأشغال: جلال بابان
- وزير الاقتصاد: صادق البصام
- وزير الشؤون الاجتماعية: صالح جبر